# La Rochelle
La Rochelle je grad na atlantskoj obali Francuske. Ovaj grad koji je povijesno središte Aunisa upravno se nalazi u pokrajini Nova-Akvitanija u departmanu Charente-Maritime čije je upravno središte.
Kako je od vremenskih nepogoda prirodno zaštićen otocima Ré, Oléron i Aix, La Rochelle je još od 12. stoljeća važan lučki grad. Njegova luka važna je za ribolov, trgovinu i zabavu. Od 1988. grad je trokilometarskim mostom povezan s otokom Ré.
Uz luku, grad je važan i kao industrijsko, upravno, sveučilišno i turističko središte. La Rochelle je danas najvažniji grad između Loire i Gironde.

## Povijest

### Rana povijest i osnutak grada
Na širem gradskom području nađeni su tragovi rimskih vila koji su dokaz prisutnosti Rimljana u larošelskom zaljevu. Temelji ovih vila nađeni su u Saint-Éloiu i Minimesima. Vjeruje se da se u ovom području nalazilo središte velikog poljoprivrednog područja.
Prema povjesničaru Arcèreu u 5. stoljeću su se ovdje s istoka doselili Alani koji su u ovom napuštenom i močvarnom području živjeli od ribolova, prijevoza i vinogradarstva.
Maleno naselje Cougnes u kojem je postojala proizvodnja soli je mjesto iz kojeg je izrastao današnji grad. Ovo naselje razvijalo se u smjeru obale, te je u 9. stoljeću na njegovom mjestu nastalo ribarsko naselje „Rupella” čije ime (mala stijena) je izvor današnjeg imena grada. U ovom razdoblju izgrađen je obrambeni toranj Maulevault i crkva Notre-Dame-de-Cougnes.
Godine 961. Vilim III. Akvitanski dodijelio je naselju dozvolu za sidrenje. Zbog povoljnog položaja i prirodne zaštite od oceanskih utjecaja, kao i zbog postojanja slatke vode, ovo mjesto je bilo idealno za razvoj morske luke. Vilim X. Akvitanski proglasi je larošelsku luku slobodnom lukom. Od 12. stoljeća ova luka ima veliki pomorski značaj.

### Od 12. stoljeća do Stogodišnjeg rata
La Rochelle je bio važan grad za vitezove Templare gdje se nalazila njihova glavna flota i glavna baza na Atlantiku. Vitezovi Ivanovci također su u 12. stoljeću bili prisutni u gradu. U ovom stoljeću veliku važnost ima utjecaj Elenore Akvitanske koja se nakon razvoda od francuskog kralja Luja VII. udala za budućeg engleskog kralja Henrika II. čime Akvitanija, kojoj je tada pripadao i La Rochelle, potpada od 1154. pod englesku vlast. U ovom razdoblju otvaraju se nove trgovačke veze s Engleskom i sjevernom Europom gdje su lokalna vina i sol bili cijenjena roba.
U razdoblju od 1160. do 1170. izgrađene su nove gradske zidine, kao i dvorac Vauclair. Za vrijeme pobune sinova Henrika II. protiv oca, grad ostaje vjeran engleskom kralju koji ga zbog toga 1175. nagrađuje statusom komune. U svibnju 1199. potvrđuje ovu povelju i oslobađa grad od plaćanja poreza. Guillaume de Montmirail biva prvi gradonačelnik u povijesti Francuske kojeg izabiru građani. Ova povelja potvrđena je nekoliko puta, a gradu je dopušteno i kovanje novca.
Zbog velikog engleskog utjecaja u ovom području kralj Luj VIII. 15. srpnja 1224. napada grad koji ostaje pod opsadom do 3. kolovoza 1224. godine. Nakon opsade La Rochelle je vraćena francuskoj kruni, a njegovu ulogu u trgovini vinom s Engleskom preuzima Bordeaux. Tijekom svoje povijesti vlast nad gradom La Rochelle se često izmjenjivala između Engleske i Francuske, pogotovo za vrijeme Stogodišnjeg rata.

### Stogodišnji rat
Unatoč ratu između dvije krune, engleski kralj je 1338. dopustio gradu slobodnu trgovinu sa svim engleskim posjedima. Godine 1356., francuski kralj Ivan II. zarobljen je nakon porazu u bitci kod Poitiersa, te odveden u zarobljeništvo u London. U zamjenu za slobodu kralj je 1360. potpisao sporazum iz Brétignyja kojim je, između ostalog, Engleskoj prepustio La Rochelle.
Bitka kod La Rochelle dogodila se 22. lipnja 1372., te s njom počinje opsada grada koju je vodio Bertrand Du Guesclin prema naredbama Karla V. Uz kastiljsku pomoć francuski kralj dobiva bitku, te engleski garnizon ubrzo napušta grad. Nakon pregovora, francuski kralj je pristao na zahtjeve koji su gradu omogućili široku autonomiju. Dana 23. kolovoza 1372. grad ponovno postaje dio Francuske. Karlo V. omogućuje gradu stvaranje vlastitog plemstva, a u zamjenu traži uništenje dvorca Vauclair.
Godine 1376., dovršena je kula Saint-Nicolas, a nekoliko godina kasnije i kula Chaîne. Ove utvrde postaju simbol gradske luke. Do kraja ovog rata La Rochelle ostaje na strani francuske krune.

### Reformacija
U prvoj polovici 16. stoljeća stanovništvo grada preobraćuje se na protestantizam. U kasnijim vjerskim ratovima građani su se borili na strani Hugenota. Između 1562. i 1598. Aunis i Saintonge devastirani su vjerskim sukobima tijekom kojih su uništene vjerske građevine, a ruralna područja opljačkana. U tom razdoblju izbijaju epidemije koje desetkuju stanovništvo tog područja.
U ovom razdoblju grada zajedno s otokom Ré postaje nezavisna kalvinistička republika, time službeno prihvaćajući ideje Reformacije. Kralj Karlo IX. šalje vojsku na otok Ré, gdje protestanti doživljavaju teški poraz. U trenutku kad je vojska krenula prema La Rochelle, potpisan je mir u Longjumeauu (1568.) između Karla IX. i princa od Condéa.
Sporazumom u Saint-Germain-en-Layeu, protestanti dobivaju četiri utvrde: La Rochelle, Cognac, Montauban i La Charité-sur-Loire, čime La Rochelle postaje jedan od najvažnijih protestantskih gradova u Francuskoj. Nakon Bartolomejske noći koja pokreće novu seriju vjerskog fanatizma u zemlji, mnogi francuski protestanti bježe prema La Rochelle koja i dalje ostaje snažna protestanska utvrda. Nakon bezuspješnih pokušaja pregovora između dvora i građana grada, kralj naređuje opsadu koju je predvodio tadašnji vojvoda od Anjoua. Ova golema opsada koja je prouzročila ogromne ljudske gubitke, završava sporazumom u lipnju 1573. godine.
Godine 1590., grad od kralja Henrika IV. dobiva dozvolu za izgradnju novih zidina. La Rochelle ostaje slobodan grad te veliki hugenotski centar koji prosperira sve do 1620. Crna smrt koja je izbila i više navrata desetkuje stanovništvo ovog grada.

### Od Revolucije do početka 20. stoljeća
Nakon izbijanja Francuske revolucije nova republika počinje upošljavati gusare kojima je La Rochelle jedna od baza. Zbog kontinentalne blokade kojim je Napoleon namjeravao izolirati Veliku Britaniju, larošelsko gospodarstvo doživljava veliku krizu uzrokovanu nestankom trgovine s Engleskom. Od ove krize grad se opravio praktički tek u 20. stoljeću.
Napoleonovom odlukom, 1805. prokopan je kanal od Maransa do la Rochelle. Ovaj kanal otvoren je za plovidbu 1875. godine. U drugoj polovici 19. stoljeća počinju se razvijati željezničke veze s ostatkom zemlje, te brodske veze s okolnim otocima. Ubrzo nastaje jasna potreba za novom lukom koja se počinje graditi pet kilometara zapadno od grada. Gradnja luke La Pallice počela je 1881., a svečano ju je 1890. otvorio predsjednik Sadi Carnot. Željeznička povezanost s lukom omogućila je razvoj pomorskih veza s Velikom Britanijom i Amerikom.
Željeznica omogućava i turistički razvoj grada koji postaje popularno kupališno odredište. Godine 1909., počinje izgradnja novog željezničkog kolodvora koji je završen tek 1922. godine. Jedina larošelska tramvajska linija uvedena je 1901., a povezivala je četvrti Tasdon i Pallice. Nakon uvođenja autobusnog prijevoza, tramvajska linija je 1929. ukinuta.

### Prvi i drugi svjetski rat
Grad je u prvom svjetskom ratu pošteđen borbi, te je služio kao pozadinska baza silama Antante. U luci su se skladištile strateške zalihe goriva i hrane. Zbog prijetnje pruskih podmornica u luci se nalazila protupodmornička jedinica, a ribarski brodovi naoružani su topovima. Uz američku pomoć je za vrijeme rata zbog opskrbe vojske izgrađena tvornica željezničkih vozila. Ova tvornica nastavila je uspješno raditi i poslije rata, te je danas dio velike grupacije Alstom.
Između dva svjetska rata događaju se mnoge promjene u gradu, kao što je modernizacije cestovne i lučke infrastrukture. Zbog lokalnih potreba i zbog veze grada s prekooceanskim zemljama 1938. odlučena je izgradnja zračne luke. Zračna luka završena je u kolovozu 1939., tek nekoliko tjedana prije početka novog rata. Ova luka služila je i kao škola za pilote.
Od početka drugog svjetskog rata bombarderi Luftwaffea počeli su bacati magnetizirane mine na francuske luke, u ovom slučaju na luku La Pallice. Tijekom prvog dijela rata brojne izbjeglice i prognanici dolaze u La Rochelle u nadi da će iz nje moći pobjeći u prekomorske zemlje. Sklapanjem mira između Pétainove vlade i Trećeg Reicha počinju saboterske akcije na objektima koji bi mogli poslužiti okupatorima. Dana 23. lipnja 1940., 20.000 vojnika Wehrmachta zauzimaju La Rochelle.
Od 1941., u sklopu projekta izgradnje Atlantskog zida, njemačka vojska gradi brojne bunkere na obali, kao i veliku podmorničku bazu za podmornice Kriegsmarine. U ovoj bazi nalazilo se 109 podmornica tipa VII 3. podmorničke flotile. Podmornička baza i zračna luka bile su česti cilj napada američkih i britanskih zračnih snaga.
Za vrijeme okupacije lokalno je stanovništvo osjećalo restrikcije u svim pogledima. Policijski sat trajao je od 22 sata, a hrana je racionirana. Dok je određeni dio stanovništva surađivao s okupatorima, brojni su se povezali s mrežama pokreta otpora koji je u gradu vršio brojne saboterske akcije.
Saveznici su od 12. rujna 1944. do 7. svibnja 1945. držali La Rochelle pod okupacijom. Tzv. Larošelski džep (Poche de La Rochelle) koji je uključivao i okolne otoke čuvale su brojne njemačke snage. Nakon pregovora Nijemci su 7. svibnja pristali na kapitulaciju, te su sljedeći dan francuske trupe ušle u grad. Ovo je jedan od posljednjih francuskih gradova oslobođenih na kraju rata.

### Moderno doba
U 1950-ima počinje snažan demografski rast čiji je rezultat gradnja novih stambenih četvrti na periferiji. Ovaj fenomen dodatno je potaknula gradnja sveučilišnog kompleksa i dolazak TGV-a. U 1980-ima dolazi do ekonomskog nazadovanja čiji je jedan od uzroka naftni šok. U ovoj krizi prodana ili zatvorena su mnoga poduzeća među kojima i lokalna brodogradilišta. Gradsko gospodarstvo tada se okreće turizmu i nautici, te novim tehnologijama.
La Rochelle je jedan od pionirskih gradova urbane ekologije u Francuskoj. Ovo je bio prvi francuski grad s isključivo pješačkim dijelom grada, a kasnije je uveden i dan bez vozila, te gradski bicikli i električna vozila. Danas je ovaj grad iznimno orijentiran na svoje luke od čega je njegova trgovačka luka osma po veličini u Francuskoj.

## Zemljopis
La Rochelle se nalazi na srednjem dijelu francuske obale na Atlantskom oceanu, kod tjesnaca Pertuis d'Antioche koji razdvaja otoke  Ré (na sjeveru) i Oléron (na jugu). Prirodna barijera koju čine okolni otoci štete grad od oceanskih oluja, što je pogodovalo razvoju ovog mjesta u važan lučki grad. La Rochelle i njezina predgrađa nalaze se na vapnenačkom teritoriju. Teren je blago valovit, dok obala varira od vapnenačkih litica do ravnih plaža. Prosječna visina je 4 metra, a najviši dio grada (28 m) je u Mireuilu.

### Klima
U departmanu Charente-Maritime vlada većinom umjerena klima, iako zbog utjecaja Golfske struje, azorske anticiklone i djelovanja mora postoje elementi oceanske klime koja se ovdje naziva umjerena akitanska oceanska klima. Zbog ovih lokalnih klimatskih uvjeta La Rochelle ima ima insolaciju veću od gradova na istoj zemljopisnoj dužini, te sličnu gradovima na Sredozemlju. Charente-Maritime ima najveći broj sunčanih sati (2250 h) na francuskoj obali Atlantika, dok je sama pokrajina Poitou-Charentes jedna od najosunčanijih pokrajina Francuske.
Zime su vrlo blage sa samo četiri snježna dana godišnje. Prosječno godišnje padne 755 mm kiše, najčešće u jesenskim i zimskim mjesecima. Ljeti dnevnu temperaturu ublažuje lagani vjetar s oceana.
| Mjesec                | Sij. | Velj. | Ožu. | Tra. | Svi. | Lip. | Srp. | Kol. | Ruj. | Lis. | Stu. | Pro. | God.  |
| Minimalna temp. (°C)  | 3,4  | 4,0   | 5,4  | 7,4  | 10,7 | 13,7 | 15,8 | 15,7 | 13,7 | 10,5 | 6,3  | 3,9  | 9,2   |
| Maksimalna temp. (°C) | 8,5  | 9,9   | 12,1 | 14,7 | 17,9 | 21,3 | 23,8 | 23,5 | 21,8 | 18,0 | 12,6 | 9,2  | 16,1  |
| Prosječna temp. (°C)  | 5,9  | 6,9   | 8,7  | 11,1 | 14,3 | 17,5 | 19,8 | 19,6 | 17,8 | 14,2 | 9,4  | 6,6  | 12,7  |
| Insolacija (h)        | 84   | 111   | 174  | 212  | 239  | 272  | 305  | 277  | 218  | 167  | 107  | 85   | 2250  |
| Padaline (mm)         | 82,5 | 66,1  | 57,0 | 52,7 | 61,1 | 42,9 | 35,1 | 46,4 | 56,5 | 81,6 | 91,8 | 81,8 | 755,3 |

Zbog klimatskih posebnosti tj. suhih i sunčanih ljeta i blagih i vlažnih zima, razvila se mediteranska vegetacija koja raste zajedno s kontinentalnom ili oceanskom vegetacijom. Klima je također vrlo pogodna za turizam i za nautičke aktivnosti. Loša strana ovdašnje klime je izloženost jakim olujama. Departman Charente-Maritime najviše je bio pogođen orkanima Martin (prosinac 1999.) i Xynthia (veljača 2010.).

## Uprava i politika
Gradsku povelju La Rochelle je dobila 1175. od engleskog kralja Henrika II. Godine 1199., La Rochelle bira Guillaumea de Montmiraila kao prvog gradonačelnika.
Gradske povlastice gradu je 1628. zbog pobune oduzeo Luj XIII., nakon kapitulacije poslije opsade koju je vodio kardinal Richelieu. Tek je 1718. Luj XV. dopustio izabranu vlast koja se sastojala od gradonačelnika, četiri zastupnika, deset izabranih vijećnika i povjerenog tužitelja.

### Gradska vlast
Trenutni gradonačelnik grada La Rochelle je socijalist Maxime Bono, koji obnaša tu funkciju od 1999. i smrti njegovog prethodnika Michela Crépeaua. Gradsko vijeće je Bonu dodijelilo ovu funkciju 19. travnja 1999., a vlast je potvrdio na izborima u ožujku 2001. godine. Za gradonačelnika je ponovno izabran u ožujku 2008. s 59 % glasova.

### Izbori 2008.
| Lista              | Kandidat                          | Br. glasova | Rezultat |
| PS-EELV-PRG-PCF    | Maxime Bono                       | 15.400      | 58,93 %  |
| UMP                | Dominique Morvant                 | 6405        | 24,51 %  |
| MODEM              | Marie-Laure Tissandier            | 1884        | 7,21 %   |
| FN                 | Jean-Marc De La coste Lareymondie | 931         | 3,56 %   |
| DVG                | Patrick Vallée                    | 838         | 3,21 %   |
| LO                 | Antoine Colin                     | 436         | 1,67 %   |
| PT                 | Michel Cococullo                  | 239         | 0,91 %   |
| Suzdržani: 46,06 % |                                   |             |          |

Sastav gradskog vijeća (2008. – 2014.)

### Kantoni
La Rochelle je glavno mjesto tj. središte (chef-lieu) devet kantona, od kojih se šest nalaze u potpunosti na području općine La Rochelle (kantoni 1, 2, 3, 4, 6 i 7), a tri su podijeljena između grada i okolnih općina (kantoni 5, 8 i 9).
| Kanton        | Sastav (četvrti i općine)                                                      | Popisani (2007.) | Trenutni glavni vijećnik       |
| La Rochelle-1 | La Pallice, Saint Maurice, Port-Neuf i Laleu                                   | 6505             | Gilles Gautronneau (PRG)       |
| La Rochelle-2 | Laleu i Mireuil                                                                | 5055             | Marc Parnaudeau (PS)           |
| La Rochelle-3 | Mireuil i Fétilly                                                              | 5600             | Marylise Fleuret-Pagnoux (PRG) |
| La Rochelle-4 | La Genette, Fétilly, Centre ville (Centar)                                     | 9279             | Patricia Friou (PS)            |
| La Rochelle-5 | Prieuré, Lafond, Esnandes, Marsilly, Puilboreau i Saint-Xandre                 | 13 261           | Yann Juin (PRG)                |
| La Rochelle-6 | Centre ville (Centar), Villeneuve-les-Salines, Tasdon, Bongraine i Les Minimes | 10 494           | Denis Leroy (PS)               |
| La Rochelle-7 | Saint-Éloi i Villeneuve-les-Salines                                            | 7024             | Jean-Pierre Mandroux (PS)      |
| La Rochelle-8 | Villeneuve-les-Salines, Périgny et Dompierre-sur-Mer                           | 10 676           | Michel Rogeon (PRG)            |
| La Rochelle-9 | Laleu, Lagord, Nieul-sur-Mer i L'Houmeau                                       | 7024             | Jack Dillenbourg (PS)          |

### Gradske četvrti
La Rochelle se sastoji od gradskih četvrti koje predstavljaju odbori četvrti (comité de quartier), koji čine aktivnu mikrolokalnu vlast. Ovakvi odbori su udruženja građana koja omogućuju komunikaciju između građana i gradskih službi. Ovim odborima građani mogu aktivno sudjelovati u razvoju njihove četvrti,
| Četvrt                                           | Stanovništvo | Trgovački o. | Industrijski o. | Udruženja |
| Centre-ville (Centar)                            | 10 827       | 1400         | 88              | 137       |
| Fetilly - Bel air - La Trompette                 | 5354         | 71           | 15              | 35        |
| La Genette                                       | 4341         | 244          | 20              | 17        |
| Lafond - Prieuré - Beauregard                    | 6131         | 59           | 10              | 26        |
| Laleu - La Pallice - La Rossignolette - Vaugouin | 6942         | 254          | 95              | 31        |
| Les Minimes                                      | 6137         | 275          | 59              | 23        |
| Mireuil - Saint-Maurice                          | 15 091       | 111          | 9               | 50        |
| Port-Neuf                                        | 5290         | 40           | 4               | 25        |
| Saint-Éloi                                       | 4772         | 121          | 37              | 20        |
| Tasdon - Bongraine                               | 5684         | 59           | 14              | 18        |
| Villeneuve-les-Salines - Petit Marseille         | 9486         | 64           | 12              | 38        |
| Ukupno                                           | 80 055       | 2698         | 363             | 420       |

Prvi odbor osnovan je u Tasdonu 1903. godine. Grad La Rochelle osigurava odborima određena logistička sredstva, ali im kao nepolitičkim i nezavisnim udruženjima ne daje nikakve subvencije.

## Stanovništvo
Prema podacima INSEE-a, grad La Rochelle je 1. siječnja 2008. imao 75 822 stanovnika koji su živjeli u 40 504 domaćinstava }.
S površinom općine od 2843 hektara, gustoća stanovništva je 2667 stan. po km², što čini ovaj grad najgušće naseljenom općinom u Poitou-Charentesu, te jednim od 220 najgušće naseljenih gradova u Francuskoj. Urbana jedinica, tj. područje La Rochelle proteže se na deset okolnih općina (Angoulins-sur-Mer, Aytré, Châtelaillon-Plage, Dompierre-sur-Mer, Lagord, Nieul-sur-Mer, Périgny, Puilboreau i Salles-sur-Mer) i okuplja 126.513 stanovnika što je čini 49. po veličini takvim područjem u kontinentalnoj Francuskoj. U metropolitanskom području grada tj. njegovom području utjecaja sveukupno živi 200.296 stanovnika.
Na razini departmana grad La Rochelle je najvažnije urbano mjesto, dok na razini regije se nalazi na drugom mjestu, nakon nešto većeg  Poitiersa.

### Razvoj stanovništva
Iako je u 1990-ima broj doseljenih u grad bio veći od broja iseljenih (3567 osoba), a prirodni prirast pozitivan (1923 osoba) u 2000-ima dolazi do negativnog migracijskog salda (- 0,2 %godišnje, od 1999. do 2007.) i do smanjenja prirodnog prirasta što je vezano uz starenje stanovništva. Broj stanovnika značajnije raste u predgrađima i okolnim ruralnim mjestima.
Stanovništvo općine La Rochelle sastoji se od 46 % muškaraca i 54 % žena. Prema stanju iz 2007., među osobama starijim od 15 godina bilo je 44 % samaca i 37 % osoba u braku, dok ostatak čine rastavljeni (10 %) i udovice tj. udovci (9 %). Zadnjih nekoliko godina zabilježen je snažan rast broja kućanstava (+ 7,8 % između 1999. i 2007.), što je vezano uz rastući broj osoba koje žive same, što se odrazilo i na smanjenje prosječne veličine kućanstva. U gradu je tada živjelo 8528 studenata.
| 1821. | 1831.  | 1836.  | 1841.  | 1846.  | 1851.  | 1856.  | 1861.  |
| 12 327 | 14 629 | 14 857 | 16 720 | 17 465 | 16 507 | 16 175 | 18 904 |
| 1866. | 1872.  | 1876.  | 1881.  | 1886.  | 1891.  | 1896.  | 1901.  |
| 18 710 | 19 506 | 19 583 | 22 464 | 23 829 | 26 808 | 28 376 | 31 559 |
| 1906. | 1911.  | 1921.  | 1926.  | 1931.  | 1936.  | 1945.  | 1954.  |
| 33 858 | 36 371 | 39 770 | 41 521 | 45 043 | 47 737 | 48 923 | 58 799 |
| 1962. | 1968.  | 1975.  | 1982.  | 1990.  | 1999.  | 2006.  | 2008.  |
| 66 590 | 73 347 | 75 367 | 75 840 | 71 094 | 76 584 | 77 196 | 75 822 |
| 2009. |        |        |        |        |        |        |        |
| 74 707 |        |        |        |        |        |        |        |
| Dana 21. svibnja 1858., Saint-Maurice i jedan dio Cognehorsa spojeni su s La Rochelleom kao i dijelovi općina Aytré i Périgny. Dana 27. prosinca 1880., Laleu biva također pripojen gradu. |        |        |        |        |        |        |        |

### Imigracija
Prema popisu stanovništva 2006., u gradu je živjelo 3965 useljenika (tj. 5,1 % od ukupnog broja stanovnika od 77 196 osoba). Prema ovom popisu, u gradu je živjelo 2603 stranaca, tj. 3,4 %od ukupnog broja stanovnika.
Od 2603 stranih državljana, 806 (31 %) bilo je iz zemalja Europske unije (većinom iz Portugala, te u manjoj mjeri iz Španjolske), 750 (29 %) stranaca su iz zemalja Magreba (većinom iz Maroka i Alžira), 278 (11 %) bilo je iz drugih afričkih zemalja, te 178 (7 %) iz Turske. 1978 osoba bili su naturalizirani Francuzi.

## Obrazovanje
- La Rochelle Business School

## Religija

### Katoličanstvo
- Katedrala sv. Luja;
- Kapela Notre-Dame;
- Crkva Notre-Dame;
- Crkva Svetog Srca;
- Crkva Svetog Spasitelja;
- Crkva sv. Ivane Orleanske.

La Rochelle je važan grad i zbog posebnih katoličkih zajednica kao što su Kćeri mudrosti, Sinovi milosrđa, Male sestre Uznesenja, Društvo oratorija Isusa, Uršulinke i Ksaverci.

### Islam
U La Rochelle islam je došao u drugom dijelu prošlog stoljeća doseljavanjem građevinskih radnika iz Magreba. Kako bi se zadovoljile potrebe rastućeg broja vjernika u 2006. je jedna zgrada prenamijenjena u džamiju.
Trenutno u gradu postoje dvije muslimanske bogomolje :
- Velika džamija La Rochelle
- Džamija Clos-Margat

## Gospodarstvo
U gradu se nalazi sjedište Larošelske trgovačke i industrijske komore koja je zadužena za upravljanje marinom Minimes, ribarskom lukom Chef de Baie, te zračnom lukom La Rochelle-île de Ré.
Grad je u 1990-ima zabilježio značajno poboljšanje po pitanju zaposlenosti, iako strukturna nezaposlenost koju je prouzrokovala kriza 1980-ih u sektorima brodogradnje i automobilske industrije nikad nije u potpunosti riješena. Danas se nova radna mjesta najviše stvaraju u turizmu, nautici i području visoke tehnologije.
U području utjecaja La Rochelle živi oko 208 000 osoba, po čemu je ovo drugo takvo područje u pokrajini Poitou-Charentes, nakon Poitiersa. u larošelskom području postoji više od 66 000 radnih mjesta, a 90 % zauzimaju lokalni radnici. Oko 15 % radi u industirji, što je manje od regionalnog (19 %) i nacionalnog prosjeka (18 %). Najvažnije industrijske aktivnosti vezane su uz brodogradnju, željeznicu, te prehrambenu i automobilsku industriju, koje zapošljavaju 25 % zaposlenika ovog područja.
Godine 2004., prosječan prihod kućanstva bio je 15 984 € godišnje.
| Sektori             | Br. zaposlenih | Struktura | Razvoj od 1990. do 1999. |
| Poljoprivreda       | 1 741          | 2,6       | -33,9 %                  |
| Industrija          | 9 293          | 14,0      | 5,6 %                    |
| Građevinarstvo      | 4 069          | 6,1       | -7,4 %                   |
| Trgovina            | 9 602          | 14,5      | 6,9 %                    |
| Uslužne djelatnosti | 41 510         | 62,7      | 22,5 %                   |
| Ukupno              | 66 215         | 100,0     | 12,8 %                   |

### Nezaposlenost
Nakon maksimalne stope nezaposlenosti od 16,8 % dosegnute 1993., broj osoba koje traže posao padao je sve do 2001., kada je zabilježen lagan rast nezaposlenosti koji je trajao sve do 2004. godine. Broj zaposlenih rastao je stopom od 2,4 % između 2004. i 2005., u usporedbi s 0,7 % kolika je bila stopa rasta zaposlenosti na nacionalnoj razini. Broj nezaposlenih u gradu je još uvijek osjetno veći nego u drugim francuskim gradovima slične veličine.
Krajem 2004., u širem gradskom području bilo je 9 300 registriranih nezaposlenih osoba, od kojih 34,1 % traži posao već duže vrijeme. Nezaposlenost više pogađa žene nego muškarce, no manje pogađa mlađe građane u usporedbi s drugim gradovima (18,5 % mladih mlađih od 25 godina).
| | 1999.  | 2000.  | 2001.  | 2002.  | 2003.  | 2004.  | 2005.  | 2006.  |
| Aktivno stanovništvo                                                                                       | 78 546 | 81 195 | 84 073 | 84 522 | 85 134 | 85 306 | -      | -      |
| Nezaposlenost*                                                                                             | 13,4 % | 12,2 % | 11,1 % | 10,7 % | 11,2 % | 11,3 % | 11,0 % | 10,4 % |
| Nacionalni prosjek                                                                                         | 10,3 % | 9,0 %  | 8,3 %  | 8,6 %  | 9,2 %  | 9,4 %  | 9,4 %  | -      |
| * Prema Međunarodnoj organizaciji rada, nezaposlenost je izražena u prosječnom godišnjem postotnom iznosu. |        |        |        |        |        |        |        |        |

## Promet

### Cestovni promet
Gradska cestovna mreža sastoji se od 193 km cesta. Prema popisu iz 2001., u gradu je registrirano 89 000 vozila. Povećanje broja vozila uzrokuje svake godine sve veće probleme. Kako bi se prometni problemi sveli pod kontrolu na gradskoj obilaznici je smanjena maksimalna brzina na 90 km/h, te su postavljeni automatski radari i izgrađeni brojni kružni tokovi.
Jedan od načina borbe protiv zagađenja je uvođenje električnih dostavnih vozila u središte grada (Elcidis).
S glavnim gradom La Rochelle je povezana brzom cestom N 11, te autocestom A 10. S drugim važnim gradovima u departmanu Charente-Maritime,  Saintesom i Rochefortom grad je povezan brzom cestom D 137 i autocestom A 837.

### Željeznički promet
Željeznička pruga stigla je u La Rochelle 1857. godine. Željeznička veza s gradom bila je u to vrijeme vrlo bitna zbog larošelske luke, tj. prijevoza roba i putnika u prekomorske zemlje. Posebne izravne linije koje su povezivale Pariz s larošelskom lukom iz koje su isplovljavali prekooceanski brodovi bile su korištene sve do 1962. godine. Tijekom godina razvijena je značajna željeznička infrastruktura koja je povezana s lučkim aktivnostima grada.
Krajem 1980-ih razvoj cestovnog prometa uzrokuje smanjivanje značaja luke, a time i željezničkog prometa. Važnost željeznice za teretni promet danas je bitno umanjena, te se željeznicom u luku najviše transportiraju žitarice za izvoz.
Larošelski kolodvor povezan je TGV linijama s Parizom (2 h i 51 min), Toursom i St-Pierre des Corpsom (2 h), Poitiersom (1 h i 20 min) i Niortom (40 min), te Intercités linijama s Bordeauxom, Nantesom, i Limogesom preko Saintesa i Angoulêmea.

### Zračni promet
Na larošelskom području postoji jedna zračna luka koja se nalazi 2,5 km sjeverozapadno od grada. Zračna luka La Rochelle - île de Ré prevezla je 2006. godine 180.980 putnika, što je rast od 41,8 % u odnosu na prethodnu godinu. Prosječni godišnji rast broja putnika u petogodišnjem razdoblju bio je 18,5 %. Ovo je najvažnija zračna luka u širem području za koju se predviđa udvostručenje broja putnika do 2015. godine.
| Putnici     | 2002.  | 2003.  | 2004.   | 2005.   | 2006.   | Promjena 2006./2005. | Promjena 2006./2002. |
| Međunarodni | 56 191 | 52 326 | 92 248  | 117 325 | 164 854 | 40,5 %               | 30,9 %               |
| Domaći      | 35 535 | 41 445 | 8094    | 10 238  | 16 110  | 57,4 %               | -17,9 %              |
| Tranzitni   | 128    | 31     | 62      | 0       | 16      | na                   | -40,5 %              |
| Ukupno      | 91 854 | 93 802 | 100 404 | 127 563 | 180 980 | 41,9 %               | 18,5 %               |

Zrakoplovne kompanije koje koriste ovu zračnu luku su: Ryanair, Airlinair, Flybe, EasyJet, Aer Arann, Jet2.com i Aer Lingus. Ova zračna luka je važno odredište za niskotarifne prijevoznike.
Gradovi povezani dnevnim linijama su: Birmingham, Bristol, Dublin, London Gatwick, London Stansted, Lyon, Southampton, Bruxelles, Cork, Edinburgh, Glasgow, Leeds, Manchester i Oslo. Tjedni i povremeni letovi postoje za ova odredišta: Ajaccio, Marrakech, Al Hoceima, Palma de Mallorca, Turska, Kreta, Rod, Hrvatska, Tunis, južna Italija i Senegal.
U budućnosti je predviđeno premještanje larošelske zračne luke u Rochefort, dok bi se na ovoj lokaciji izgradila nova stambena četvrt.

### Pomorski promet
Velika luka La Rochelle zvana i La Pallice je jedina francuska luka na Atlantiku u dubokoj vodi. Ova luka koja može prihvatiti brodove klase Post-Panamax jedna je od najvažnijih trgovačkih luka u Francuskoj za određene proizvode.
Za vrijeme turističke sezone grad je popularno odredište velikih turističkih brodova za kružna putovanja. Prosječno godišnje u La Rochelle pristigne dvadesetak ovakvih brodova. Od 2010. uvedena je svakodnevna veza s otokom Oléronom. Između nekoliko gradskih četvrti na obali uvedene su redovite brodske linije javnog prijevoza, kao što je veza između starog grada i Minimesa. Sezonskim linijama koje obično traju od travnja do listopada i koje povezuju grad s okolnim otocima godišnje se preveze oko 200.000 turista.

#### Marina
U gradu postoje tri odvojena turistička pristaništa :
- Marina Minimes (Port de plaisance des Minimes]) koja se s 3600 vezova i 11 km pontona nalazi na površini od 50 hektara, najveća je marina u Europi. S planiranim proširenjem kapaciteta na 4900 mjesta, ovo bi uskoro trebala biti najveća marina na svijetu.[29]
- Stara luka (Vieux-Port), sastoji se od 18 gatova i 320 mjesta, od čega su 70 namijenjeni posjetiteljima.
- Nova luka (Port-Neuf), s kapacitetom za vezanje 65 brodova i suhim spremištem kapaciteta 45 mjesta na 3 kata.

#### Ribarska luka Chef de Baie
Ribarska luka Chef de Baie je s više od 6 000 tona ulova ribe godišnje je četvrta luka za ribolov u Francuskoj. Luka je stvorena  1994. godine kako bi zamijenila dio stare gradske luke namijenjene ribarima.
| Godina         | 1997.   | 1998.    | 1999.    | 2000.    | 2001.    | 2002.    | 2003.   | 2004.    | 2005.   | 2006.   |
| Prodano (tona) | 5 943 t | 5 204 t  | 3 796 t  | 3 400 t  | 3 900 t  | 3 467 t  | 3 710 t | 3 128 t  | 2 835 t | 2 878 t |
| Razlika        | na      | -12,43 % | -27,06 % | -10,43 % | +14,71 % | -11,10 % | +7,01 % | -15,69 % | -9,37 % | +1,52 % |

#### Velika luka La Rochelle
Preko velike luke La Rochelle (La Pallice) vrši se preko 85 % trgovačke razmjene pokrajine, što smješta ovu luku na :
- 7. mjesto, po tonaži robe u francuskim trgovačkim lukama ;
- 1. mjesto u Europi po uvozu trupaca ;
- 1. mjesto u Francuskoj po uvozu drvnih proizvoda ;
- 3. mjesto u Francuskoj po izvozu žitarica.

Godine 2006., s prometom od 7,33 milijuna tona robe, luka je ostvarila najbolji napredak među francuskim autonomnim lukama s porastom aktivnosti od 6,4 %.
| Roba                          | 2005.       | 2006.       | Razvoj   |
| Nafta i plin                  | 2 521 552 t | 2 508 612 t | -0,51 %  |
| Žitarice                      | 2 240 154 t | 2 443 183 t | +9,06 %  |
| Pijesak                       | 676 544 t   | 805 386 t   | +19,04 % |
| Celuloza                      | 492 590 t   | 506 456 t   | +2,81 %  |
| Rasuti tereti (poljoprivreda) | 373 010 t   | 380 160 t   | +1,92 %  |
| Rasuti tereti (industrija)    | 115 065 t   | 200 681 t   | +74,41 % |
| Razni drvni proizvodi         | 205 858 t   | 199 312 t   | -3,18 %  |
| Razna roba                    | 130 964 t   | 167 389 t   | +27,81 % |
| Trupci                        | 138 192 t   | 123 290 t   | -10,78 % |
| Ukupno                        | 6 893 929 t | 7 334 469 t | +6,39 %  |

### Javni prijevoz
Gradskim javnim prijevozom 2009. godine prevezeno je 5 854 000 putnika. Za organizaciju javnog prijevoza odgovorna je Zajednica aglomeracije La Rochelle, dok je upravljanje javnim prijevozom podijeljeno između Odbora za prijevoz larošelske zajednice (RTCR) i Veolia Transdeva. U veljači 2010. uvedena je nova mreža javnog prijevoza nazvana „Yélo”. U ovoj mreži objedinjeni su gradski autobusni javni prijevoz i gradski bicikli. Usluga Liselec pruža mogućnost najma električnih vozila u larošelskom području, a trenutno se sastoji od oko 50 automobila podijeljenih na sedam postaja u gradu. Grad također razmatra ponovno uvođenje tramvaja.
La Rochelle je već 1974. uvela uslugu javnih gradskih bicikala, tzv. žutih bicikala (vélos jaunes). Danas grad raspolaže s oko 400 bicikala. Na larošelskom području postoji više od 160 km biciklističkih staza (86 km unutar grada, te više od 80 km u okolnim mjestima).
Gradski javni prijevoz prilagođen je biciklistima, tako da je moguće unijeti bicikle u autobuse. Građanima je omogućeno besplatno korištenje oko 60 javnih bicikala koji su razmješteni na šest mjesta u aglomeracijskom području.

## Sport
Iako ga nije ugostio još od 1983., grad je nekoliko puta pio jedna od etapa Tour de Francea.
Tour de France u La Rochelli : 1905. (8. etapa), 1910. (10. etapa), 1911. (11. etapa), 1912. (11. etapa), 1913. (4. etapa), 1914. (4. etapa), 1933. (20. etapa), 1934. (20. etapa), 1935. (18. etapa), 1936. (18. etapa), 1937. (17. etapa), 1938. (4. etapa), 1939. (6. etapa), 1948. (4. etapa), 1949. (7. etapa), 1956. (8. etapa), 1959. (7. etapa), 1962. (8. etapa), 1965. (7. etapa), 1970. (1. etapa), 1983. (8. etapa).
Lokalni nogometni klub koji postoji od 1904. naziva se Football atlantique rochelais, a najviše uspjeha imao je početkom 1970-ih godina kada je igrao u francuskoj drugoj ligi. Klub koristi stadione François Le Parco i André Bracq.
Union Basket La Rochelle je lokalni košarkaški klub osnovan 1932. godine. U razdoblju od 1988. do 1996. klub je igrao u ProB ligi.
Atlantique stade rochelais je larošelski ragbijaški klub koji je u sezoni 2010./2011. sudjelovao u francuskom ragbijaškom prvenstvu Top 14 Orange.
Larošelski maraton drugi je gradski maraton po važnosti u Francuskoj nakon onog pariškog. Ovaj maraton održava se od 1991. godine i na njemu sudjeluje više od 10.000 natjecatelja.
Jesenski reli (Rallye d'Automne) koji se vozi na asfaltu održava se od 1953. godine.
Zbog svojih prirodnih prednosti i duge pomorske povijesti, u sportskom svijetu je La Rochelle vjerojatno najpoznatija po nautičkim sportovima. Grad je dosad ugostio mnoga jedriličarska natjecanja. Svake godine u gradu se organizira studentska regata Course Croisière EDHEC.

## Zbratimljeni gradovi
- Essaouira, Maroko
- Lübeck, Njemačka
- New Rochelle, SAD
- Petrozavodsk, Rusija
- Santiago de Figueiró, Portugal

## Vanjske poveznice
- Službena stranica

|  | Portal Francuske – Pristup člancima s tematikom o Francuskoj. |